# Epania pallescens
Epania pallescens là một loài bọ cánh cứng trong họ Cerambycidae.